# Neuschönau
Neuschönau je obec v německé spolkové zemi Bavorsko, v zemském okrese Freyung-Grafenau ve vládním obvodu Dolní Bavorsko. Žije zde přibližně 2 200 obyvatel.

## Místní části
- Altschönau
- Forstwald
- Grünbach
- Katzberg
- Neuschönau
- Schönanger
- Waldhäuser

## Turismus

### Dům Hanse Eisenmanna
Dům Hanse Eisenmanna (německy Hans-Eisenmann-Haus) je informační centrum této části národního parku Bavorský les. Je zde stálá expozice „Cesta do přírody – historie lesa a člověka“, botanická expozice, geologická expozice, cesta korunami stromů a areál zvířecích výběhů (200 ha), ve kterém jsou i voliéry.

#### Cesta korunami stromů
Cesta korunami stromů Neuschönau (německy Baumwipfelpfad Neuschönau) je dřevěný visutý ochoz, provázející návštěvníka lesem a ilustracemi o lesním ekosystému (ilustrace jsou Německy, lze si ale na začátku trasy vzít České pomocné texty). Ochoz je zakončen vysokou stavbou tvaru vejce, která dokumentuje život stromů, ale již není nejdelší stezkou korunami stromů na světě. Stezka o celkové délce 1,3 km zavede návštěvníky korunami stromů na vyhlídkovou plošinu 44 m vysoké stromové věže.

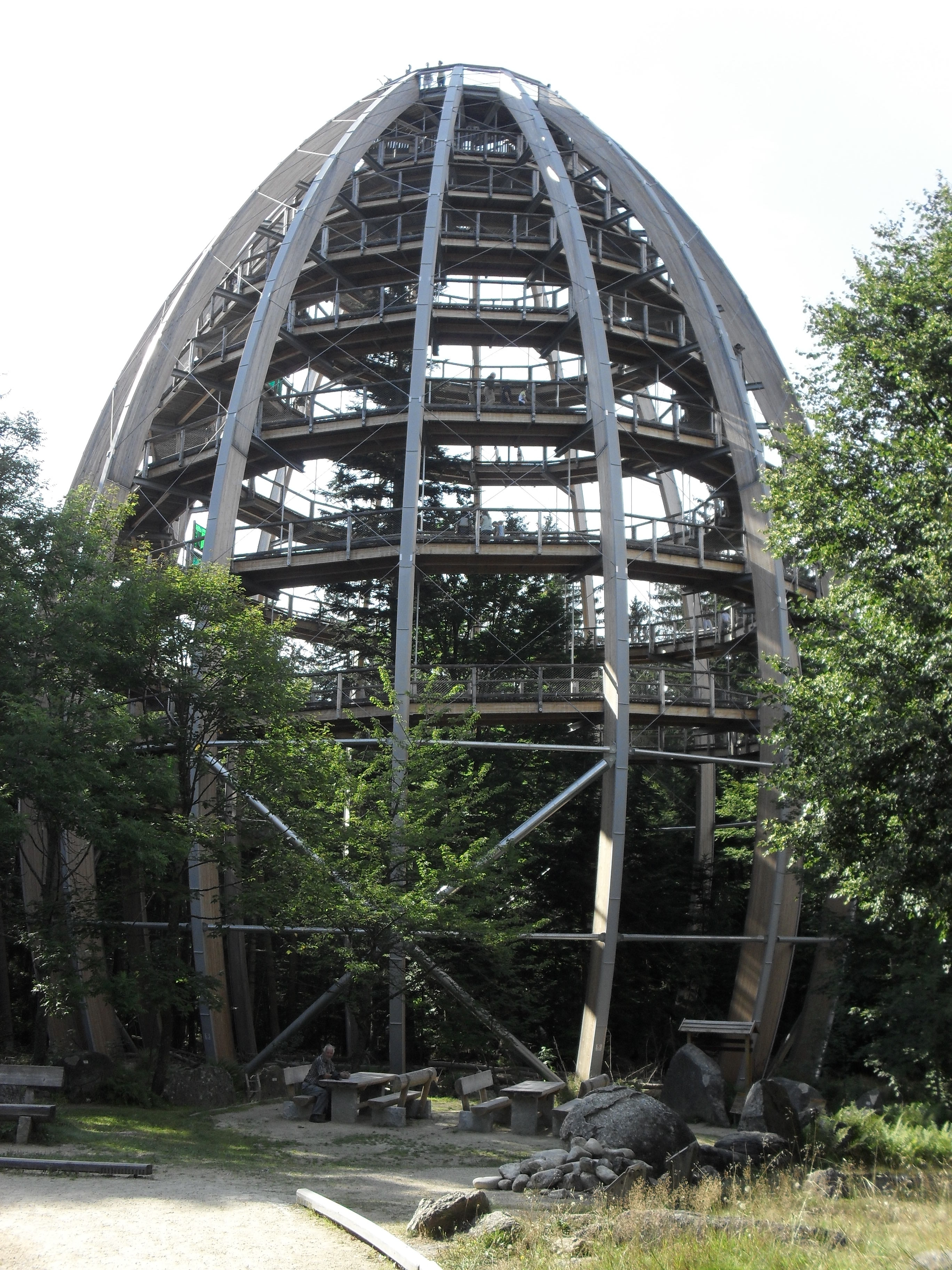
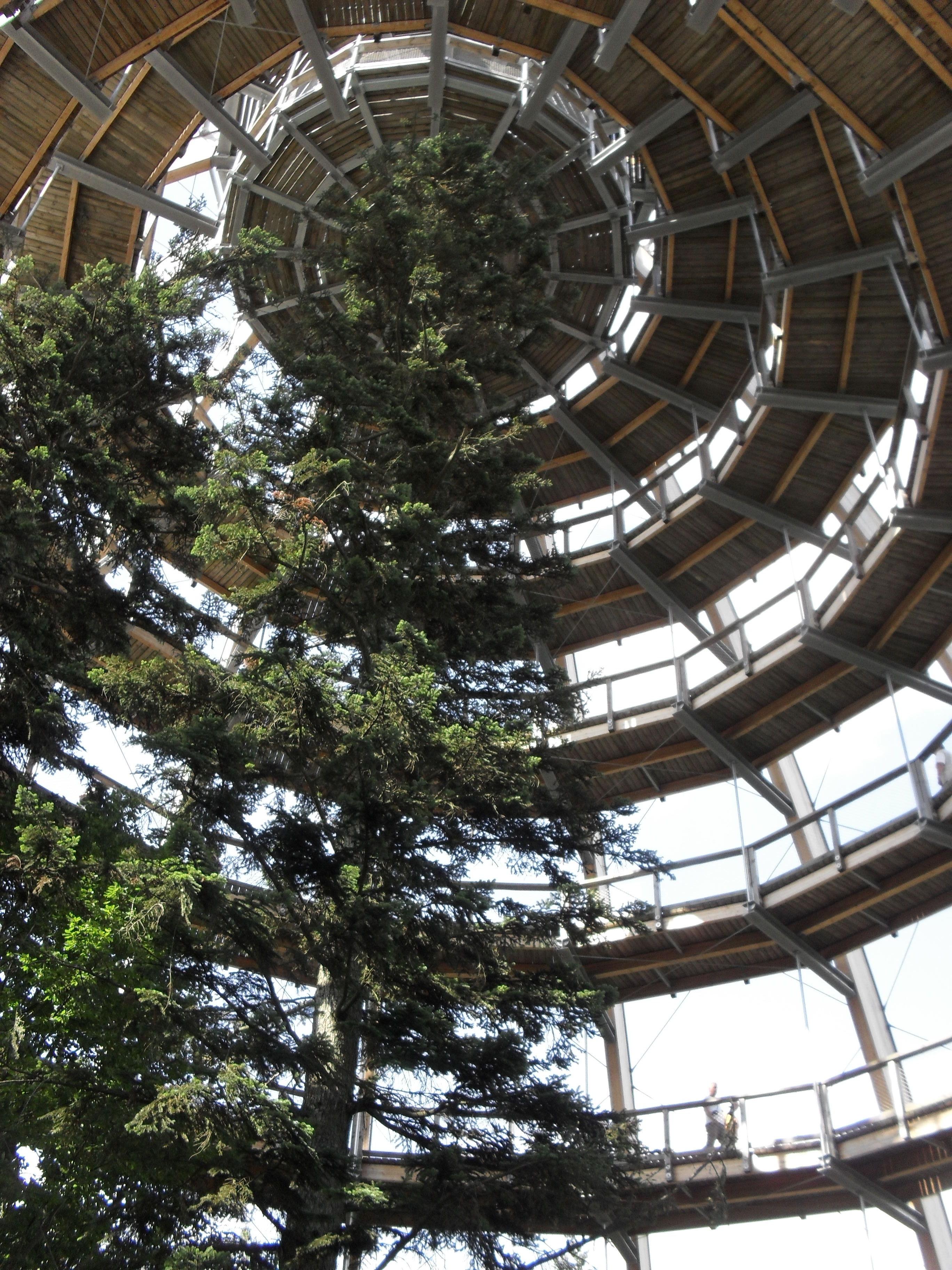
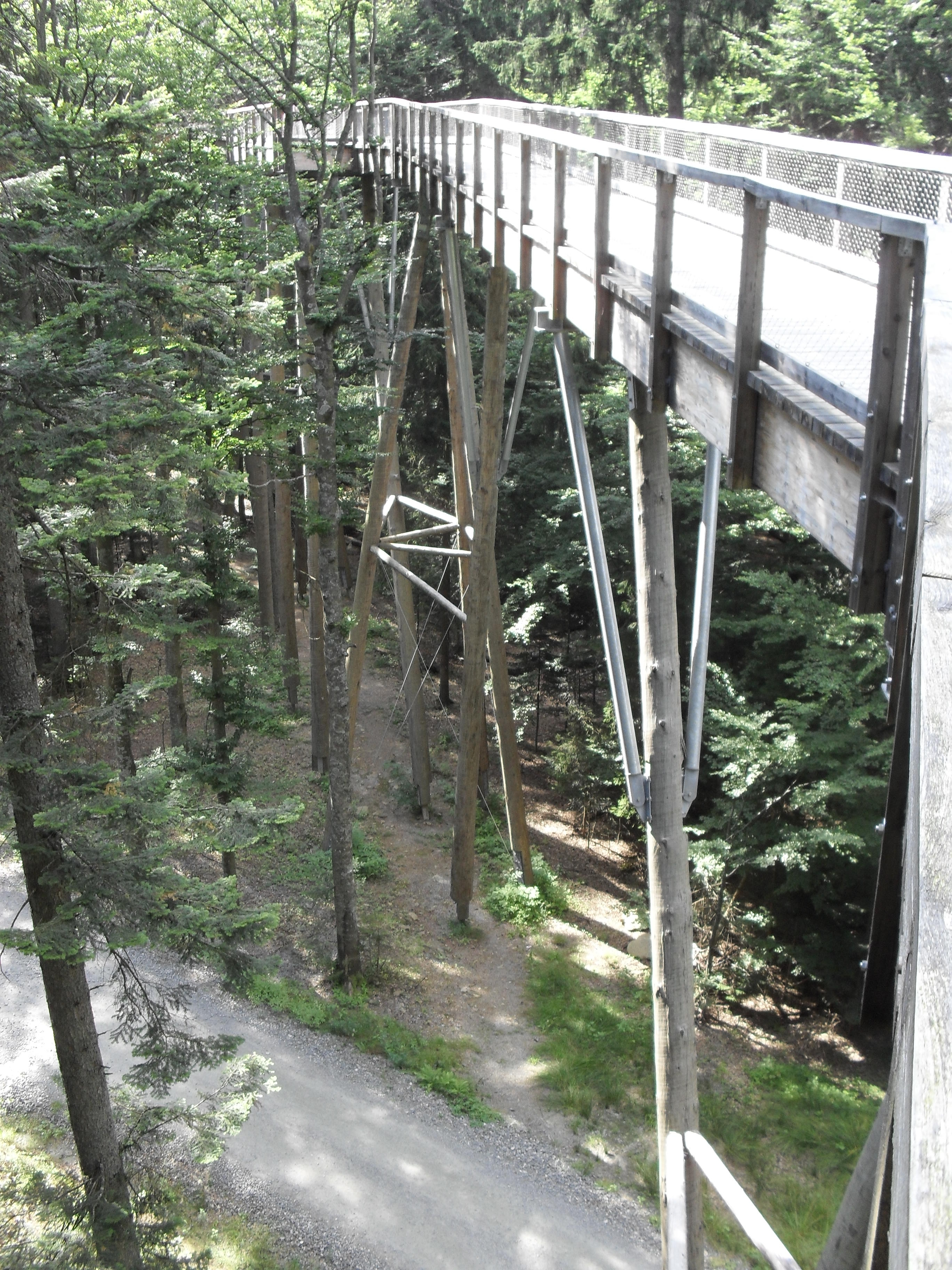

### Luzný
Na území obce leží hora Luzný (německy Lusen), která je vysoká 1373 m n. m. Nachází se v centrální části německé strany Šumavy v národním parku Bavorský les v těsné blízkosti státní hranice s Českem.

#### Hraniční přechod
V sedle mezi Luzným a Špičníkem, v nadmořské výšce 1197 m je sezonní hraniční přechod do Česka, zvaný Modrý sloup  (německy Blaue Säulen).

### Lyžování
V místní části Waldhäuser jsou tři lyžařské vleky. V obci je rozsáhlá síť běžkařských tratí.